# Победоносцев, Константин Александрович
Константин Александрович Победоносцев (1932 ― 2008) ― советский и российский инженер. Кандидат технических наук. Директор Особого конструкторского бюро МЭИ.

## Биография
Родился 27 января 1932 года в селе Тамча, Селенгинского района Бурят-Монгольской АССР в крестьянской семье. Мать ― Татьяна Ивановна, зоотехник, погибла в 1943 году во время Великой Отечественной войны. Отец ― Александр Владимирович, агрономом, ветеран войны (старший лейтенант), с марта 1947 года ― директор совхоза «Ленинский» (Абатский район, Тюменская область). Младший брат ― Валерий Александрович (род. 20 декабря 1938 года) ― учёный в области телеметрии ракетно-космических систем, доктор технических наук. Младшая сестра ― Елена Александровна, кандидат сельскохозяйственных наук.
В 1949 году, по окончании школы, поступил на Радиотехнический факультет Московского энергетического института. Ещё в школьные годы увлёкся радиотехникой, а также занимался общественной работой. Был организатором и секретарём комсомольской организации школы.
Как один из лучших студентов института, с 1952 года он получал Сталинскую стипендию. В 1955 году стал секретарём комитета ВЛКСМ МЭИ.
В 1954―1956 годах  Константин Александрович являлся членом пленума и членом бюро Первомайского Райкома ВЛКСМ города Москвы, в 1955―1957 гг. ― членом пленума Московского Городского комитета ВЛКСМ. В 1956 году руководил Комсомольским добровольческим отрядом студентов МЭИ в ходе освоения целины. В том же году Победоносцев успешно защитил дипломный проект на Радиотехническом факультете МЭИ.
По окончании института устроился на работу в Особое конструкторское бюро Московского энергетического института, с которым была связана вся его дальнейшая жизнь. Менее чем за 3 года он прошел путь от рядового инженера-испытателя до ответственного представителя Главного конструктора ОКБ МЭИ на испытаниях ракет Р-7 и первых космических (беспилотных) кораблей-спутников.
Руководил бортовым расчётом ОКБ МЭИ на технической и стартовой позиции Космодрома Байконур при пуске космического корабля «Восток» 12 апреля 1961 года пилотируемого первым в мире космонавтом Юрием Алексеевичем Гагариным.
В ходе работ по внедрению телеметрической системы «Орбита-ТМ» в ракетную технику К. А. Победоносцевым была поставлена и успешно решена одна из острых проблем радиотелеметрии: проблема обработки и представления большого объёма телеметрической информации в короткое время. Под его руководством были заложены основы для разработки радиотелеметрии третьего поколения «Орбита-IV».
Также внёс вклад в организацию сотрудничества ОКБ МЭИ с зарубежными партнёрами. Первые международные контакты состоялись в 1971 году в процессе совместной работы ОКБ МЭИ с ISRO ― индийской государственной космической организацией по запуску первых индийских спутников «Ариабхата» (запущен 19 апреля 1975 года) и «Бхаскара» (старт состоялся 7 июня 1979 года). Руководил работами по приёму информации с индийских спутников станцией «Орбита-ТМ», установленной на пункте управления в филиале ОКБ МЭИ «Медвежьи Озёра».
Был ведущим руководителем разработки первой отечественной цифровой радиотелеметрической системы «Орбита-ТМ,» принятой на вооружение
в Советской армии и ставшей базовой системой Военно-воздушных сил СССР.
В 1988 году был избран трудовым коллективом ОКБ МЭИ на должность генерального директора, в ноябре 2004 года стал Главным конструктором ОКБ МЭИ, окончательно переняв эстафету у своего учителя и профессора МЭИ Алексея Фёдоровича Богомолова. В 2008 году был назначен заместителем главного конструктора Московского научно-исследовательского института космического приборостроения.
Опубликовал более ста научных работ и четыре монографии.
Кандидат технических наук с 1967 года. Действительный член Международной академии информатизации и Российской академии космонавтики имени К. Э. Циолковского, членом совета Российской академии наук по космосу, иностранный член Китайского программного комитета по исследованиям Земли из космического пространства и техническим средствам космической связи.
Скончался 8 мая 2008 года после тяжёлой и продолжительной болезни. Урна с его прахом захоронена в колумбарии Введенского кладбища в Москве.

### Семья
Супруга — Римма Ивановна (1933―2013). Дочь ― Татьяна, в замужестве Маминова.

## Награды
- Орден «Знак Почёта» (1961), Государственная премия СССР в области науки и техники (1983).
- Почётное звание «Заслуженный машиностроитель Российской Федерации» (1996); «Заслуженный создатель космической техники» и «Заслуженный испытатель космической техники».
- Также был удостоен ряда наград Федерации космонавтики СССР и России и награждён различными медалями.